# Кульбаба польська
Кульбаба польська (Taraxacum polonicum) — вид квіткових рослин з підродини цикорієвих (Cichorioideae).

## Поширення
Польща, Словаччина, Україна.

## Біоморфологічна характеристика
Це багаторічна рослина. Належить до Taraxacum sect. Palustria.